# کولومنیدین
کولومنیدین (به انگلیسی: Columnidin) با فرمول شیمیایی C۱۵H۱۱O۶(C۱۵H۱۱ClO۶) یک ترکیب شیمیایی است. که جرم مولی آن ۲۸۷٫۲۴ g/mol می‌باشد. 